# 胎膜早破
胎膜早破（prelabor rupture of membranes，PROM）旧称早期羊膜囊破裂（premature rupture of membranes）、早期破水，是指在分娩之前發生的羊膜囊破裂。若在分娩前18至24小時就出現的胎膜早破，稱為加長胎膜早破（prolonged PROM）。產婦會經歷陰道有液體噴出或是持續的漏出，不感覺到痛。胎兒的併發症包括有早產、臍帶壓迫和感染。產婦的併發症有胎盤早期剝離及产褥热。
風險因子包括有絨毛羊膜腔炎、以前曾有過胎膜早破、懷孕後期出血、孕婦吸煙或是体重不足。透過症狀及骨盆檢查，會作診斷的推估，透過檢驗陰道液體或超聲波檢查，會進一步的對診斷確認。若是胎兒未滿37週，則稱為未足月胎膜早破（preterm PROM，PPROM）。
治療會依孕婦懷孕多久，以及是否有併發症而定。若是已到分娩期或是快要分娩，沒有其他併發症，一般會建議引產。也需要提供時間，以開始自發性的分娩。若孕齡在24週到34週，沒有併發症，會建議使用皮質類固醇以及密切觀察。2017年的考科藍文獻回顧指出孕齡在37週之前，等待及密切觀察多半會有良好的結果<。sup>。若有乙型鏈球菌感染風險，可以使用抗生素。若有併發症，不論產齡多長，一般會建議分娩。
足齡生產的產婦，約8%有胎膜早破的情形，早產產婦則有30%。在懷孕前24週出現胎膜早破的比率小於1%。預後一般是根據有關早產的併發症情形而定，例如坏死性小肠结肠炎、 腦室內出血及腦性麻痺。